# St. Louis Rams 2005
La stagione 2005 dei St. Louis Rams è stata la 68ª della franchigia nella National Football League e la 11ª a St. Louis, Missouri Questa fu l'ultima stagione in carriera per Marshall Faulk, ritiratosi per problemi alle ginocchia.

## Roster
| Roster dei St. Louis Rams nel 2005 |
| --- |
| Quarterback - 12 Ryan Fitzpatrick - 11 Jamie Martin - 15 Jeff Smoker Running Back - 34 David Allen - 26 Aveion Cason - 28 Marshall Faulk - 33 Arlen Harris - 44 Madison Hedgecock - 39 Steven Jackson Wide Receiver - 80 Isaac Bruce - 81 Torry Holt - 89 Dane Looker - 83 Kevin Curtis - 84 Shaun McDonald Tight End - 48 Jerome Collins - 86 Brandon Manumaleuna - 87 Jeff Robinson Offensive Linemen - 70 Alex Barron T - 67 Andy McCollum C - 71 Matt Morgan T - 63 Ben Noll G - 76 Orlando Pace T - 75 Claude Terrell G - 62 Adam Timmerman G - 66 Rex Tucker T - 63 Larry Turner G Defensive Linemen - 90 Jeremy Calahan DT - 93 Brandon Green DE - 95 Anthony Hargrove DE - 73 Jimmy Kennedy DT - 97 Tyoka Jackson DE - 92 Damione Lewis DT - 91 Leonard Little DE - 79 Ryan Pickett DT Linebacker - 54 Brandon Chillar - 51 Mike Goolsby - 56 Jeremy Loyd - 50 Pisa Tinoisamoa OLB - 58 Drew Wahlroos Defensive Back - 31 Adam Archuleta SS - 21 O.J. Atogwe FS - 27 Dwaine Carpenter CB - 25 Mike Furrey FS/WR - 24 DeJuan Groce CB - 27 Michael Hawthorne CB - 35 Corey Ivy CB Special Team - 45 Chris Massey LS - 14 Jeff Wilkins K - 4 Bryan Barker P Lista delle riserve - 10 Marc Bulger QB (IR) - 23 Jerametrius Butler CB (IR) - 42 Jerome Carter SS (IR) - 55 Chris Claiborne LB (IR) - 52 Dexter Coakley LB (IR) - 30 Terry Fair CB (IR) - 22 Travis Fisher CB (IR) - 61 Tom Nütten G (IR) - 60 Blaine Saipaia G (IR) - 88 Roland Williams TE (IR) Squadra di allenamento - 16 Jeremy Carter WR - 65 Toby Cecil C - 41 Terry Holley FS - 34 Derrick Knight RB - 19 Brandon Middleton WR - 77 Drew Strojny T - 17 Dominique Thompson WR - 82 Darius Williams TE |
| Legenda - I rookie sono in corsivo. - Il primo ruolo è il principale mentre gli eventuali successivi indicano i ruoli secondari. - (IR) sta per Injured Reserve ed indica la lista ristretta per un solo giocatore infortunato che può tornare ad allenarsi dopo la settimana 6 e a rientrare in prima squadra dopo che questa ha giocato 8 partite. - (NF-Inj.) / (NF-Ill.) stanno rispettivamente per Non-Football Injured e Non-Football Illness ed indicano le liste dove viene inserito un giocatore che ha un infortunio o una malattia non dipendente dal football americano. - (PUP) sta per Physically Unable to Perform ed indica la lista dove viene inserito un giocatore mentre è in attesa di recuperare la condizione fisica. Nella stagione regolare dopo la sesta partita giocata dalla propria squadra, il giocatore ha tempo tre settimane per riprendere ad allenarsi, più tre settimane aggiuntive dal suo rientro agli allenamenti per rientrare in prima squadra. |

## Calendario

### Stagione regolare
| Stagione regolare |                        |                    |
| Turno             | Avversario             | Risultato          |
| 1                 | at San Francisco 49ers | S 28–25            |
| 2                 | at Arizona Cardinals   | V 17–12            |
| 3                 | Tennessee Titans       | V 31–27            |
| 4                 | at New York Giants     | S 44–24            |
| 5                 | Seattle Seahawks       | S 37–31            |
| 6                 | at Indianapolis Colts  | S 45–28            |
| 7                 | New Orleans Saints     | V 28–17            |
| 8                 | Jacksonville Jaguars   | V 24–21            |
| 9                 | Settimana di pausa     | Settimana di pausa |
| 10                | at Seattle Seahawks    | S 31–16            |
| 11                | Arizona Cardinals      | S 38–28            |
| 12                | at Houston Texans      | V 33–27            |
| 13                | Washington Redskins    | S 24–9             |
| 14                | at Minnesota Vikings   | S 27–13            |
| 15                | Philadelphia Eagles    | S 17–16            |
| 16                | San Francisco 49ers    | S 24–20            |
| 17                | at Dallas Cowboys      | V 20–10            |

## Classifiche
| NFC West             |    |    |   |      |     |      |     |     |     |
|                      | V  | S  | P | %    | DIV | CONF | PF  | PS  | STR |
| (1) Seattle Seahawks | 13 | 3  | 0 | .813 | 6–0 | 10–2 | 454 | 271 | S1  |
| St. Louis Rams       | 6  | 10 | 0 | .375 | 1–5 | 3–9  | 363 | 429 | V1  |
| Arizona Cardinals    | 5  | 11 | 0 | .313 | 3–3 | 4–8  | 311 | 387 | S1  |
| San Francisco 49ers  | 4  | 12 | 0 | .250 | 2–4 | 3–9  | 239 | 428 | V2  |